# 사법정책연구원
사법정책연구원(司法政策硏究院, Judicial Policy Research Institute)은 사법제도 및 재판제도의 개선에 관한 연구를 관장하는 대한민국 대법원 소속의 연구 기관이다. 2014년 1월 1일 발족하였다. 원장과 수석연구위원은 대법원장이 대법관회의의 동의를 거쳐 판사로 보하거나 정무직으로 임명한다.

## 설치 근거
- 「법원조직법」 제20조의2[3]

## 역사
1993년 9월 윤관이 대법원장으로 취임하면서 사법개혁에 대한 목소리가 높아졌다. 7월 소장 판사들의 사법부 개혁요구와 8월 재산공개 파문에 따른 논란이 있었는데 윤관 대법원 체제가 급격한 개혁보다는 안정한 기반 위에서의 지속적 제도개혁에 중점을 둔 것으로 보였기 때문이다. 10월 28일에는 「사법제도발전위원회규칙」을 제정하여 사법제도 개혁에 착수했다. 사법제도발전위원회는 과거에 연구했던 안건들을 바탕으로 '국민에 대한 사법적 봉사'라는 기본틀에 맞춰 제도화하는 기능을 담당할 것을 대법원은 밝혔는데 여기에는 대법원의 법률안 제출권과 예산요구권, 법관임용제도와 직급제도 등 사법제도의 근간을 바꾸는 개혁방안과 더불어 사법정책연구원 발족, 양형기준제도 등이 포함되어 있었다. 하지만 위원회가 제출한 최종 보고서에 사법정책연구원의 설립에 대한 내용은 빠졌다.
이후 20년이 지난 2013년 다시 사법정책연구원 설립이 추진되었다. 법학전문대학원 설립과 사법시험 폐지 등 법조일원화를 성공적으로 안착시키기 위해 정책적으로 뒷받침해줄 전문적인 싱크탱크가 필요했기 때문이다. 이후 7월 2일 사법부의 문제점에 대한 새로운 해결방안을 연구하고 사법부가 추구해야 할 바람직한 모습을 정책적으로 설계하는 전문적인 연구기관으로 대법원 산하에 사법정책연구원을 설치하는 법률 제12041호 「법원조직법」 일부개정법률이 국회 본회의를 통과했다. 이 법률에 따라 2014년 1월 1일 사법정책연구원이 정식으로 발족했으며, 정식 개원은 3월 10일에 이루어졌다.

## 조직

### 원장
- 사법정책연구원장비서관실[8]

### 수석연구위원
- 연구기획실
- 미래사법·통일사법센터
- 해외사법센터
- 통합사법·법교육센터
- 사법제도센터
- 사무국[9]
  - 총무과[10]
  - 연구지원과[10]

## 산하 위원회
- 사법정책연구원의 운영과 연구에 관한 중요사항을 심의하기 위하여 사법정책연구원운영위원회를 둔다.[11]

## 같이 보기
- 사법정책연구원장
- 사법정책연구원 수석연구위원